# 武林 (杂志)
《武林》（Wulin）是中国大陆出现的第一本武术杂志，1981年7月创刊，2006年末停刊。《武林》编辑部位于广州，由广东省体委（今广东省体育局）与科普出版社广州分社（今广东经济出版社）共同主办出版，每月发行量最高时达到350万册。《武林》创刊号首开先河，连载金庸武侠小说作品《射雕英雄传》， 让金庸的名气传入中国内地人的视野。